# Себха-ель-Мелах
Себха-ель-Мелах (араб. شط الحضنة) — безстічне солоне озеро на заході Алжиру у вілаєті Бешар. Інші варіанти назви озера — Себхель-ель-Мелах або Себхет-ель-Мелах. В озеро впадає річка Уед-Саура. Вздовж північно-східного берега озера простягається гірський хребет Угарта, що відокремлює озеро від піщаної пустелі Великий Західний Ерг.
Озеро має нестійкий рівень води, тому його розміри є мінливими. В середньому воно сягає 25 км завдовжки на 5 км завширшки. Максимальна виміряна довжина — 36 км, максимальна ширина — 7 км.